# Мария Мутола
Мария де Лурдес Мутола е спортистка от Мозамбик, специализирала се в бягането на 800 метра.

## Биография
Родена е на 27 октомври 1972 г. в столицата Мапуто. В младежките си години Мутола играе футбол, а след това започва да се занимава с бягане. Когато е на 15 години, участва в Олимпиадата в Сеул (1988), но не успява да се класира за следващия кръг.
След като завършва на 4-то място на финала на световното първенство през 1991 г., страната ѝ възлага надеждите си да спечели първия олимпийски медал за Мозамбик през 1992 г. Става първия финалист на Мозамбик на олимпийски игри, като завоюва 5-о място зад нидерландката Елън ван Ланген. На същите игри тя за първи и последен път пробягва 1500 м на международно първенство, като се класира на 9-о място.
Мутола доминира в бягането на 800 метра през следващите няколко години, спечелвайки световната титла в Щутгарт през 1993 г. Тя е фаворитка за титлата през 1995 г., но е дисквалифицирана в един от кръговете. На Олимпийските игри в Атланта през 1996 г. Мутола печели първия медал за Мозамбик от олимпийски игри, след като завършва на 3-то място след Ана Кирот от Куба.
През 2000 г., на нейната 4-та олимпиада, Мутола най-накрая печели златото. През 2001 г. завоюва световната титла в Едмънтън. След 36 поредни победи, считано от юни 2002 г., тя е победена в Лозана от рускинята Светлана Черкасова на 7 юли 2004 г.